# Boavita
Boavita è un comune della Colombia facente parte del dipartimento di Boyacá.
Il centro abitato venne fondato da un colono di cognome Hugarte nel 1575, mentre l'istituzione del comune è del 1756.